# Juegos Panarábicos

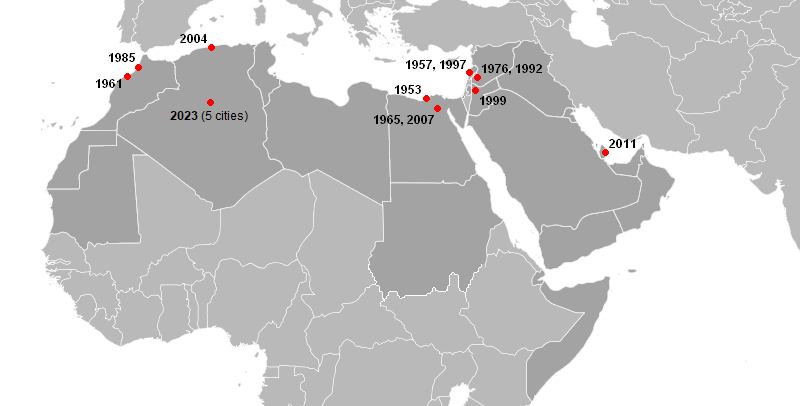
Lugares y fecha de realización de los Juegos Panarabicos

Los Juegos Árabes (previamente, Juegos Panarábicos) son un evento multideportivo regional, en el que participan los países del Mundo árabe.
Su primera edición tuvo lugar en Alejandría, Egipto, en 1953. Previstos para realizarse cada 4 años, dificultades económicas y la inestabilidad política han provocado la cancelación de algunas ediciones. Desde la edición de 1985, pueden participar mujeres.

## Ediciones
| #    | Año  | Sede                       | Países        | Participantes | Participantes | Participantes | Deportes      | Eventos       | País líder       |
| #    | Año  | Sede                       | Países        | H             | M             | Total         | Deportes      | Eventos       | País líder       |
| ---- | ---- | -------------------------- | ------------- | ------------- | ------------- | ------------- | ------------- | ------------- | ---------------- |
| I    | 1953 | Alejandría, Egipto         | 9             | 650           | —             | 650           | 10            | 70            | Egipto           |
| II   | 1957 | Beirut, Líbano             | 10            | 914           | —             | 914           | 12            | 90            | Líbano           |
| III  | 1961 | Casablanca, Marruecos      | 9             | 1127          | —             | 1127          | 11            | 90            | Rep. Árabe Unida |
| IV   | 1965 | El Cairo, Rep. Árabe Unida | 14            | 1500          | —             | 1500          | 13            | 90            | Rep. Árabe Unida |
| V    | 1976 | Damasco, Siria             | 11            | 2174          | —             | 2174          | 18            | 120           | Siria            |
| VI   | 1985 | Rabat, Marruecos           | 17            |               |               | 3442          | 18            | 160           | Marruecos        |
| VII  | 1992 | Damasco, Siria             | 18            |               |               | 2611          | 14            | 150           | Siria            |
| VIII | 1997 | Beirut, Líbano             | 18            |               |               | 3253          | 22            | 217           | Egipto           |
| IX   | 1999 | Amán, Jordania             | 21            |               |               | 5504          | 26            | 323           | Egipto           |
| X    | 2004 | Argel, Argelia             | 22            |               |               | 5525          | 32            | 330           | Argelia          |
| XI   | 2007 | El Cairo, Egipto           | 22            |               |               | 6000          | 32            | 355           | Egipto           |
| XII  | 2011 | Doha, Catar                | 21            |               |               | 6000          | 33            | 316           | Egipto           |
| XIII | 2023 | Argelia (5 ciudades sede)  | 22            |               |               | 3800          | 22            | 253           | Argelia          |
| XIV  | 2027 | Riad, Arabia Saudita       | Evento futuro | Evento futuro | Evento futuro | Evento futuro | Evento futuro | Evento futuro | Evento futuro    |

## Deportes
| - Acuáticos - Salto - Natación - Waterpolo - Atletismo - Bádminton - Baloncesto - Culturismo | - Boxeo - Bridge - Ajedrez - Ciclismo - fútbol - Equitación - Esgrima - Natación con aletas | - Golf - Gimnasia - Balonmano - Judo - Karate - Kick boxing - Vela - Tiro deportivo | - Squash - Tenis de Mesa - Taekwondo - Tenis - Voleibol - Halterofilia - Lucha |

## Medallero general de los Juegos Árabes
| Núm. | País                   | Oro | Plata | Bronce | Total |
| ---- | ---------------------- | --- | ----- | ------ | ----- |
| 1    | Egipto                 | 621 | 426   | 375    | 1422  |
| 2    | Túnez                  | 280 | 226   | 295    | 801   |
| 3    | Marruecos              | 278 | 237   | 276    | 791   |
| 4    | Argelia                | 255 | 305   | 321    | 881   |
| 5    | Siria                  | 229 | 239   | 316    | 784   |
| 6    | República Árabe Unida  | 122 | 74    | 49     | 245   |
| 7    | Líbano                 | 82  | 122   | 190    | 394   |
| 8    | Irak                   | 82  | 121   | 183    | 386   |
| 9    | Catar                  | 74  | 80    | 100    | 254   |
| 10   | Jordania               | 70  | 125   | 176    | 371   |
| 11   | Arabia Saudita         | 69  | 97    | 126    | 292   |
| 12   | Kuwait                 | 40  | 61    | 117    | 218   |
| 13   | Emiratos Árabes Unidos | 29  | 36    | 53     | 118   |
| 14   | Baréin                 | 26  | 20    | 46     | 92    |
| 15   | Sudán                  | 24  | 42    | 36     | 102   |
| 16   | Libia                  | 21  | 38    | 52     | 111   |
| 17   | Omán                   | 14  | 16    | 21     | 51    |
| 18   | Yemen                  | 7   | 10    | 19     | 36    |
| 19   | Palestina              | 5   | 18    | 63     | 86    |
| 20   | Yibuti                 | 1   | 2     | 1      | 4     |
| 21   | Yemen del Norte        | 1   | 0     | 1      | 2     |
| 22   | Somalia                | 0   | 4     | 1      | 5     |
| 23   | Yemen del Sur          | 0   | 0     | 1      | 1     |
| 24   | Comoras                | 0   | 0     | 0      | 0     |
| 25   | Chad                   | 0   | 0     | 0      | 0     |
| 26   | Sudán del Sur          | 0   | 0     | 0      | 0     |
| 27   | Malta                  | 0   | 0     | 0      | 0     |
| 28   | Tanzania               | 0   | 0     | 0      | 0     |
| 29   | Israel                 | 0   | 0     | 0      | 0     |
| 30   | Eritrea                | 0   | 0     | 0      | 0     |
| 31   | Chipre                 | 0   | 0     | 0      | 0     |
| 32   | Etiopía                | 0   | 0     | 0      | 0     |
| 33   | Mauritania             | 0   | 0     | 0      | 0     |